# Guy Benoît
Pour les articles homonymes, voir Guy Benoit et Benoit.
Guy Benoît (ou Guy Benoit), né à Laval, dans le département de la Mayenne, le 17 juin 1941, est un poète et éditeur français. Il anime la revue et les éditions Mai hors saison depuis 1969.

## Éléments biographiques
Militant communiste dès son jeune âge, Guy Benoît est confronté à de nombreuses difficultés durant la guerre d'Algérie. En 1969, il crée la revue Mai hors saison qui comptait en 2009 quinze numéros. Il y rend d'abord hommage à Armand Robin et à Francis Giauque, puis il donne à lire des textes de Jean Carteret, Daniel Giraud, Serge Sautreau, James Brounghton, Patrice Repusseau, Bernard Noël, Paul Chamberland, Alain Roussel ou encore Éric Ferrari.
À l'occasion d'un texte du numéro sous-titré Révélation-révolution, Guy Benoît réaffirme : « Politiquement, métaphysiquement, poétiquement nous nous affirmons de gauche. » En 2009, il précise que « même cette notion de gauche doit être répudiée, au profit d'une sublime anarchie ».
Mai hors saison publie aussi des livres de Jean-Daniel Fabre, Paul Valet, Dominique Labarrière, Nanao Sakaki, Théo Lesoualc'h, etc.

## Le poète
À propos de Guy Benoît poète, on peut lire dans la notice que lui consacre L'Année poétique 2009 (éditions Seghers) : « Le poème de Guy Benoît est serré dans sa gangue, tendu toujours, mesuré et grave, crispé par violence contenue, solitaire contre vents et marées. Le texte s'impose comme prise soudaine de conscience, étonnement clarifiant, une percée dans les ténèbres, recherchant la fulgurance plus que l'abandon. L'auteur a toujours évité de tomber dans l'eau tiède des spiritualités évanescentes. »

## Œuvres
- Interminable sang, Millas-Martin, 1968.
- Manière d’amante, Millas-Martin, 1971.
- N’importe qui mon corps, mai hors saison, 1977.
- La Matière hésitante de l’amour, mai hors saison, 1980.
- … Que tout itinéraire, mai hors saison, 1983.
- Tête lointaine dans le milieu du monde, mai hors saison, 1987.
- Au plus haut point physique – poèmes 1966-1987 – EST, Samuel Tastet Éditeur, 1990.
- L’Insu, illustré de neuf encres par Jacques Vimard, Cadex, 1991.
- Il y a maldonne, mai hors saison, 1992.
- Équidistant, éd. Nitabah, 1993.
- Exercices de guerre lasse, mai hors saison, 1996.
- De la chair par terre, Archives sonores Blockhaus, 2001.
- Pas tout à la fin, L’Éther Vague, 2002.
- La Salle du bout, mai hors saison, 2008.
- Ma mort, reconnaîtra, Les Hauts-Fonds, 2014.
- L'Anxure[3] suivi de Exercices de guerre lasse, Pas tout à la fin, La Salle du bout, Les Hauts-Fonds, 2018.

Il a assuré l’édition de
- Cahier Paul Valet, Le Temps qu'il fait/Cahier cinq, 1987.
- Il était une fois Jean-Daniel Fabre, L’Instant, 1989.
- Paul Valet, Mutin intégral, hors-série revue Le Grand hors jeu ! no 66, 1992
- Chez le pistolero de Dieu – fragments posthumes de Jean-Daniel Fabre, mai hors saison, 2005.
- Lésoualc’h, clandestin de nulle part et simultanément, mai hors saison, 2010.

## Pour approfondir